# Gregoras (patrício)
Gregoras foi um oficial bizantino do século VI ou VII. Nada se sabe sobre ele além daquilo que consta em seu selo. No obverso há um monograma com seu nome e no reverso há uma inscrição que indica que era patrício.